# Alfred Lent

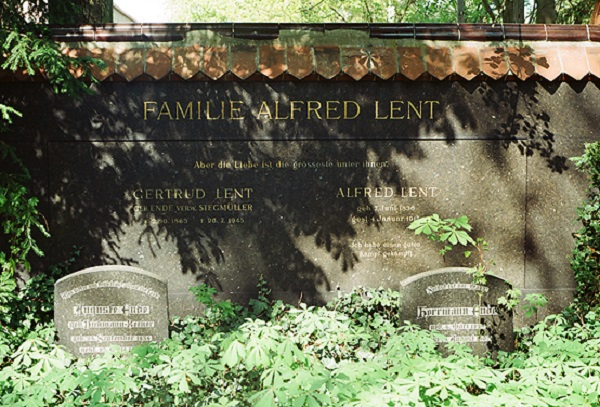
Grab Alfred Lent und Hermann Ende, Wannsee-Friedhof

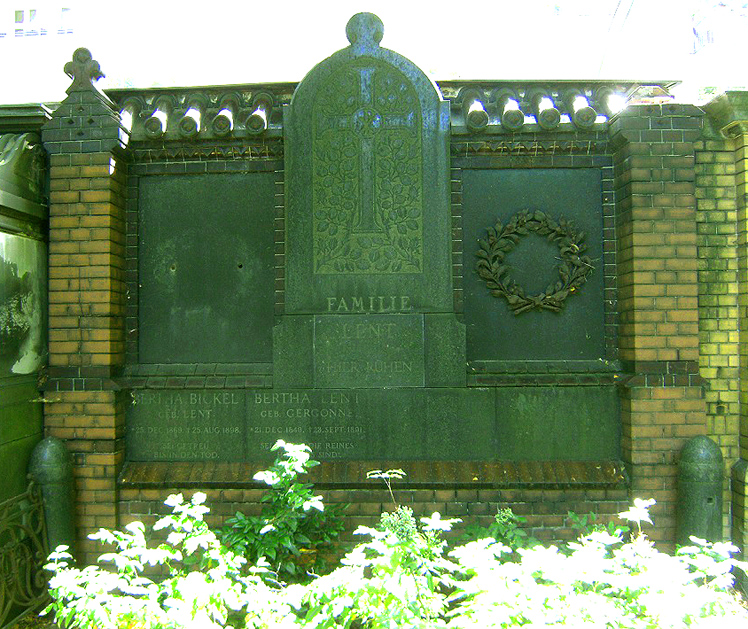
Grab Fam. Lent, Alter St.-Matthäus-Kirchhof

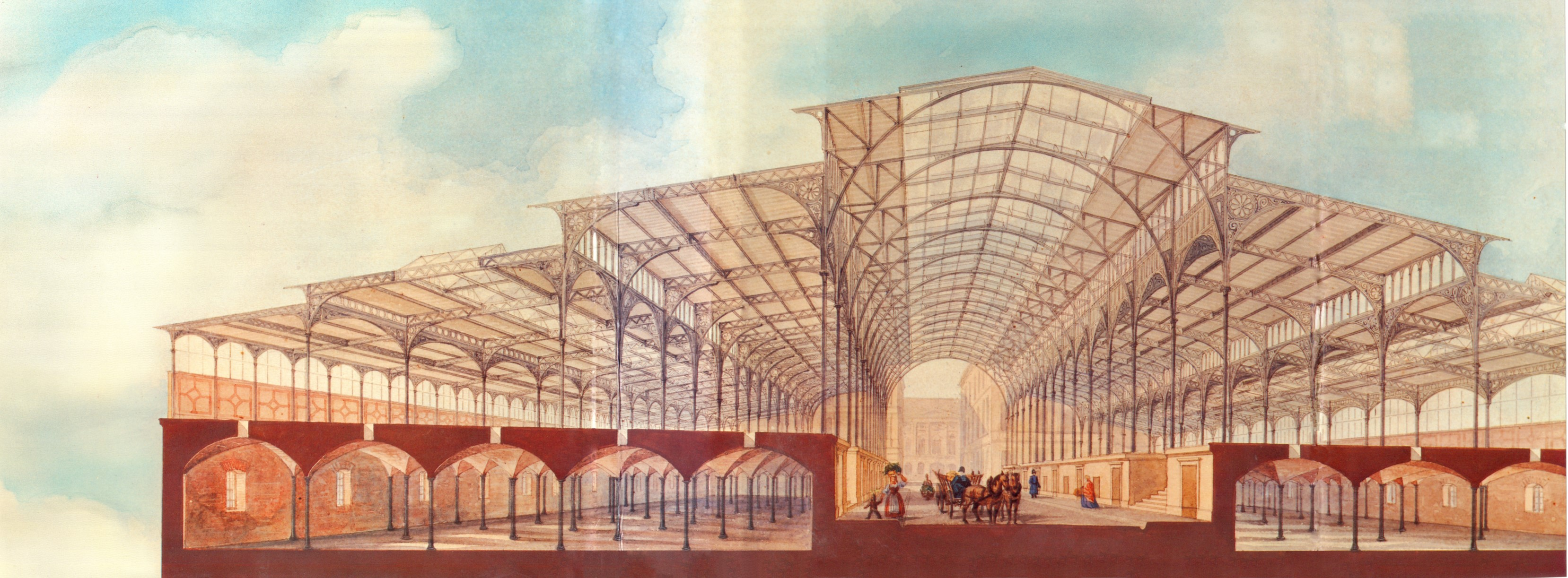
Berlins erste Markthalle, Aquarell von F. Hitzig

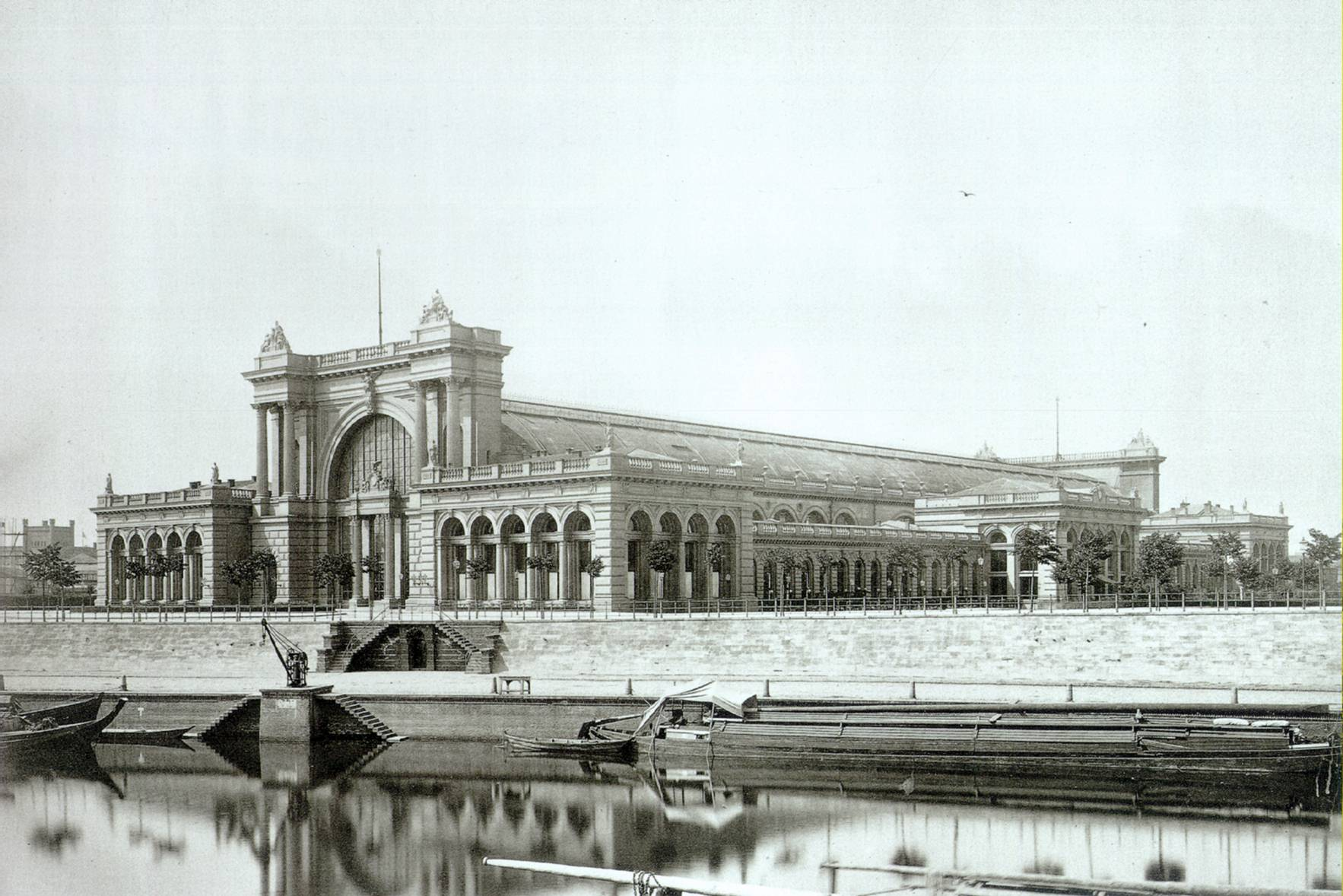
Lehrter Bahnhof 1879

Alfred Lent (* 7. Juni 1836 in Berlin; † 4. Januar 1915 ebenda) war ein Berliner Architekt und Eisenbahn-Bauingenieur, der aber auch als Immobilien-Unternehmer und Bankier tätig war.

## Leben und Werk
Alfred Lent war der Sohn des Berliner Juristen Wilhelm Johann Heinrich Lent (1792–1868), der noch während Lents Schulausbildung nach Hamm in Westfalen umzog, um dort eine Stellung als Präsident des Appellationsgerichtes anzunehmen. Sein Bruder war der Architekt Hugo Lent. Sein Neffe Friedrich Lent wurde nach Studienzeit und Promotion in Berlin später Rechtsprofessor an der Universität Erlangen.
Lent schloss seine Schulausbildung in Hamm 1855 mit dem Abitur ab. Danach begann er eine Arbeit im Bergbau, die er jedoch bereits nach sechs Monaten aus gesundheitlichen Gründen wieder abbrechen musste. Es folgte eine Lehre zum Feldmesser an der Deutz-Gießener Eisenbahn und anschließend ein Studium von 1856 bis 1858 an der Universität und der Bauakademie in Berlin, das er mit dem Examen zum Regierungsbauführer (Referendar in der öffentlichen Bauverwaltung) abschloss. Bis etwa 1862 arbeitete Lent bei der Deutz-Gießener Eisenbahn.
Von 1863 bis 1866 war Lent am Eisenbahnkommissariat in Berlin tätig. Für den Entwurf einer Hüttenanlage erhielt er hier 1863 den Schinkelpreis des Architektenvereins zu Berlin und legte im selben Jahr das zweite Staatsexamen zum Regierungsbaumeister (Assessor in der öffentlichen Bauverwaltung) ab. Zwischen 1865 und 1866 entstand unter seiner Bauleitung die Markthalle zwischen dem Schiffbauerdamm und der Karlstraße nach dem Entwurf von Friedrich Hitzig (Der Rohbau dieser Markthalle wurde umgebaut zu einem Revuetheater in den 1920er Jahren, danach zum Großen Schauspielhaus unter der Leitung von Max Reinhard und letztendlich zum Friedrichstadt-Palast. Hier wurde der erste Ein Kessel Buntes fürs Fernsehen aufgezeichnet).
1866 absolvierte er seinen Militärdienst als Einjährig-Freiwilliger und ging anschließend von 1867 bis 1870 als Leiter der Bauabteilung zur Magdeburg-Halberstädter Eisenbahn. Von 1869 bis 1871 übernahm er gemeinsam mit Richard La Pierre und B. Scholz als dessen Architekt die Bauleitung des Lehrter Bahnhofs in Berlin.
Von 1870 bis 1871 war er erneut beim Militär und arbeitete im militärischen Eisenbahnwesen. 1871 wechselte er zur Disconto-Gesellschaft in Berlin, deren Inhaber er ab 1877 war. Er spekulierte mit Immobilien in Berlin, darunter etwa die Hofjägerallee und der Albrechtshof. Als Vertreter der Disconto-Gesellschaft hatte er auch verschiedene Aufsichtsrats-Mandate inne, so z. B. bei der Gelsenkirchener Bergwerks-AG. 1878 wurde er zum Baurat und 1901 zum Geheimen Baurat ernannt, im gleichen Jahr setzte er sich zur Ruhe. 1902 kaufte er das Rittergut Lipke, östlich von Landsberg/Warthe.
Das Grab für seine erste Frau Bertha hat er von Architekten Ende & Böckmann auf dem Alten St.-Matthäus-Kirchhof in Berlin-Schöneberg errichten lassen. Mit seiner zweiten Frau Gertrud, geb. Ende, ist er selbst in der Grabstelle der Schwiegereltern bestattet worden auf dem Friedhof des ehemaligen Alsen-Viertels am Wannsee.

## Bekannte Arbeiten
- Bauleitung der Markthalle zwischen dem Schiffbauerdamm und der Karlstraße 1865/66
- Entwurf und Bauleitung des Lehrter Bahnhof Berlin 1869 bis 1871
- Entwurf und Bauleitung der Eisenbahnstrecke von Dortmund nach Gronau
- Entwurf und Bauleitung der Eisenbahnstrecke von Marienburg über Soldau nach Mlawka